# 膜性増殖性糸球体腎炎
膜性増殖性糸球体腎炎（まくせいぞうしょくせいしきゅうたいじんえん、英語: Membranoproliferative glomerulonephritis, MPGN）は、原発性の慢性糸球体腎炎（CGN）のひとつ。小児から若年者に多く、30歳以前の症例が大半である。

## 解説
糸球体の全体にわたって糸球体内メサンギウム細胞・基質の増殖像を呈し、毛細血管内皮下および基底膜内に免疫複合体が沈着することによる係蹄壁の肥厚、基底膜の二重化構造を特徴とする。また10-20%で半月体の形成が認められる。糸球体係蹄における免疫複合体の沈着様式に応じて、I〜III型に病型分類されており、このうちI型が最多である。II型はWHO腎疾患分類でdense deposit disease(DDD) として別項目扱いとなり、またIII型はI型の亜型とされている。
本症においては、3分の2の例でネフローゼ症候群を発症するとされており、その場合、浮腫や体重増加などを認める。蛋白尿は非選択性であり、また、顕微鏡的血尿がほとんどの例で認められる。低補体血症も、I型では約50%、II型の60-70%で認められる。確定診断は腎生検によって行なわれるが、自己免疫疾患（SLEなど）や感染症（C型肝炎など）、血栓性微小血管症（HUSなど）も、二次的に本症様の糸球体障害を来たすことがある。
副腎皮質ステロイド療法（パルス療法を含む）を基本として、免疫抑制薬や抗血小板・抗凝固療法を組み合わせた治療が行なわれる。半数以上が緩解に至り、小児期発症例に対しては臨床的にはかなり良好な成績を示すという報告が多い。ただし組織所見の改善は十分でなく、また特に一部ステロイド抵抗性を示すものは末期腎不全に進行し、予後不良である。成人例では約半数が腎不全に至る。二次的に生じた場合は原疾患の治療が優先され、C型肝炎合併例ではインターフェロンでは効果があるとする報告があるほか、リバビリンの効果も期待されているが、まだ十分な成績が得られていない。